# It's Such a Beautiful Day
Pour plus de détails, voir Fiche technique et Distribution.
It's Such a Beautiful Day est un film américain réalisé par Don Hertzfeldt, sorti en 2012. Il se compose de trois courts métrages : Everything Will Be OK, sorti en 2006 et qui a reçu le Grand Prix du festival du film de Sundance ; I Am So Proud of You, sorti en 2008 et It's Such a Beautiful Day, sorti en 2011.

## Synopsis
Le film suit Bill, un personnage qui a des problèmes de mémoire et des visions surréalistes.

## Fiche technique
- Titre : It's Such a Beautiful Day
- Réalisation : Don Hertzfeldt
- Scénario : Don Hertzfeldt
- Photographie : Don Hertzfeldt
- Montage : Brian Hamblin
- Production : Don Hertzfeldt
- Société de production : Bitter Films
- Société de distribution : Cinemad (États-Unis)
- Narrateur : Don Hertzfeldt
- Pays :  États-Unis
- Genre : Animation, expérimental et comédie noire
- Durée : 62 minutes
- Dates de sortie : 
  -  États-Unis : 24 août 2012

## Accueil
Le film a reçu un accueil très favorable de la critique. Il obtient un score moyen de 90 % sur Metacritic.